# Gerry Peñalosa
Pour les articles homonymes, voir Peñalosa.
Gerry Peñalosa est un boxeur philippin né le 7 août 1972 à San Carlos City.

## Carrière
Il devient champion du monde des poids super-mouches WBC le 20 février 1997 en battant aux points Hiroshi Kawashima. Après 4 défenses victorieuses, il s'incline face au sud-coréen Cho In-joo le 29 août 1998 et à nouveau le 2 janvier 2000. Deux nouvelles chances mondiales lui sont offertes en affrontant Masamori Tokuyama en 2001 et 2002 mais il s'incline à chaque fois de peu aux points.
Malgré un nouveau revers le 17 mars 2007 face à Daniel Ponce de León, titre WBO en jeu, Peñalosa parvient à battre le 11 août 2007 Jhonny González et remporte ainsi la ceinture WBO des poids coqs, soit 10 ans après son 1er titre. Il confirme cette victoire face à Ratanachai Sor Vorapin le 6 avril 2008 par arrêt de l'arbitre à la 8e reprise.
En mars 2009, il renonce à sa ceinture pour affronter le portoricain Juan Manuel López, champion WBO des super-coqs. Le combat a lieu à Bayamon le 25 avril 2009 et Peñalosa est contraint à l'abandon à l'appel de la 10e reprise,.